# アントン・フォン・ヴェルナー
アントン・フォン・ヴェルナー（Anton Alexander von Werner、1843年5月9日 - 1915年1月4日）はドイツの画家である。プロイセン王国の政治的、軍事的出来事をテーマに歴史画を描き、当時のプロイセンで最も有力な画家になった。

## 略歴
ブランデンブルク州のフランクフルト・アン・デア・オーダーで生まれた。1857年に装飾画家のもとで見習いをした後、1860年からベルリンのプロイセン美術アカデミーに入学し、一年後、カールスルーエの美術学校に移り、ヨハン・ヴィルヘルム・シルマー、アドルフ・シュレーターやカール・フリードリヒ・レッシングに学んだ。
カールスルーエでは音楽家のエドゥアルト・デフリント、ヨハネス・ブラームス、クララ・シューマン、文学者のパウル・フォン・ハイゼやノルウェー生まれの画家、ハンス・ギューデらと知り合った。親しくなった文学者のシェッフェル(Joseph Victor von Scheffel)に紹介を受けて、バーデン大公、フリードリヒ1世の後援を得た。
1865年からと1867年にパリを訪れ、新古典主義の画家、ドミニク・アングルやウジェーヌ・ドラクロワ、エルネスト・メソニエ、レオン・コニエといった画家の作品に影響を受けた。コニエとは面会も果たした。留学奨学金を得て1868年にローマに旅し、アンゼルム・フォイエルバッハと1年ほどローマに滞在した。ドイツに帰国後政府の依頼で作品を製作した
普仏戦争が始まると、1870年にプロイセン皇太子、フリードリヒ3世が指揮する部隊に同行し、セダンの戦いなどのに関する絵画を描いた。プロイセンの王族や、高官とも知り合い多くの肖像画も描いた。
1873年にベルリンの美術アカデミーの教授に任じられ、1875年にアカデミーの校長に任じられた。ベルリンの美術界を代表する画家となるが、新しい絵画のスタイルには否定的で、「ベルリン分離派」などの芸術家グループが形成されることになった。

## 作品
- 戦死したフランスのアベル・ドゥエー将軍の死体の前に立つフリードリヒ3世
- ドイツ皇帝戴冠式
- パリ包囲戦のドイツ軍本部 (1894)
- リヒャルト・ワーグナーの記念碑の完成式典
- ヴォルムス帝国議会のマルティン・ルター
- 国王のザールブリュッケン到着